# Murgul
Murgul est une ville et un district de la province d'Artvin dans la région de la mer Noire en Turquie.